# Hanging Rock (Ohio)
Hanging Rock es una villa ubicada en el condado de Lawrence en el estado estadounidense de Ohio. En el Censo de 2010 tenía una población de 221 habitantes y una densidad poblacional de 132,91 personas por km².

## Geografía
Hanging Rock se encuentra ubicada en las coordenadas 38°33′36″N 82°43′40″O / 38.56000, -82.72778. Según la Oficina del Censo de los Estados Unidos, Hanging Rock tiene una superficie total de 1.66 km², de la cual 1.44 km² corresponden a tierra firme y (13.4%) 0.22 km² es agua.

## Demografía
Según el censo de 2010, había 221 personas residiendo en Hanging Rock. La densidad de población era de 132,91 hab./km². De los 221 habitantes, Hanging Rock estaba compuesto por el 98.64% blancos, el 0% eran afroamericanos, el 0% eran amerindios, el 0% eran asiáticos, el 0% eran isleños del Pacífico, el 0% eran de otras razas y el 1.36% pertenecían a dos o más razas. Del total de la población el 1.36% eran hispanos o latinos de cualquier raza.